# Franz Xaver Ölzant
Franz Xaver Ölzant (Oberzeiring, Austrija, 1934.), austrijski kipar. Na Akademiji likovnih umjetnosti u Beču (Akademie der bildenden Künste) bio je od 1986. do 2001. sveučilišni profesor. Ölzant ima niz kiparskih izložbi u Austriji, Njemačkoj i Japanu. Živi i radi u Donjoj Austriji u mjestu Pfaffenschlag bei Waidhofen an der Thaya.

## Poveznice
- Commons: Franz Xaver Ölzant - zbirka izložbi
- Osobna stranica Franz Xaver Ölzanta